# 페리 프로세스
페리 프로세스는 1999년 10월 작성된, 북한 비핵화에 대한 미국 민주당 클린턴 행정부의 윌리엄 페리 대북조정관의 포괄적 해결 방안을 담은 보고서이다. 김대중 프로세스 또는 임동원 프로세스라고도 한다. 2000년 미국 공화당 부시 행정부로 여야교체가 되면서 폐기되었다.
윌리엄 페리 국방장관은 1994년 1차 북핵위기 한반도 주변에 미군사력을 증강하고 군사적 옵션을 검토하기도 했으나, 검토 후 이 옵션을 폐기했고 시행할 계획이 없었다. 군사적 옵션 시행으로 발생할 대가와 희생이 너무 컸기 때문이다. 흔히 한국에 잘못 알려진 사실은 페리가 한반도에 군사적 옵션을 사용해 영변 핵시설을 폭격하려고 했고, 이에 김영삼 대통령이 반대해 미국이 군사적 옵션을 포기했다는 것이다. 그러나 이는 전혀 사실이 아니다.
윌리엄 페리는 클린턴 정부 초반에 국방장관을 역임하고 물러났으며, 후반에 다시 대북조정관으로 임명되었다. 페리 대북조정관은 1999년 5월 평양을 방문해 조명록 제1부위원장 등과 만났으며, 1999년 10월 빌 클린턴 행정부 후반기의 포괄적인 대북 관여정책인 ‘페리 프로세스’를 제안했다. 페리는 이것이 일종의 임동원 프로세스라고 말한다. 미국의 개입 정책, 한국의 햇볕정책, 북한의 생존전략을 절충한 것이다.

## 3단계 해결방안
북한이 핵개발 중단조치 등을 하면 미국 등 관련국들이 단계적 보상을 하지만 거부할 경우 강력한 조치를 취한다는 것을 명문화하고 있다.
- 1단계 - 북한의 미사일 발사 중지와 미국의 대북경제제재 해제
- 2단계 - 북한의 핵 개발 중단, 미사일 개발 중단
- 3단계 - 북미관계 정상화, 북일관계 정상화, 한반도 평화체제 구축